# Satyrichthys isokawae
Satyrichthys isokawae és una espècie de peix pertanyent a la família dels peristèdids.

## Hàbitat
És un peix marí i batidemersal que viu fins als 220 m de fondària.

## Distribució geogràfica
Es troba al Pacífic occidental.

## Observacions
És inofensiu per als humans.